# اسکراب ریسرچ
اسکراب ریسرچ (انگلیسی: Scarab Research) شرکت نرم‌افزار مجارستانی است، که در سال ۲۰۰۹ تأسیس شد.